# Claudia Durastanti
Claudia Durastanti (Brooklyn, Nova York, 1984) és una escriptora, periodista i traductora italiana d'origen estatunidenc.
Nascuda a Brooklyn, amb sis anys es traslladà a Basilicata amb la seva família. Es llicenciá en Antropologia cultural a la Universitat de Roma La Sapienza, i continuà els seus estudis a la Universitat de Montfort de Leicester, retornant a La Sapienza per a cursar un màster d'edició i periodisme. Aquesta escriptora i periodista musical italoamericana, filla de pares sords, i resident a Londres des del 2010, ja amb la seva primera novel·la, Un giorno verrò a lanciare sassi alla tua finestra (2010), va guanyar el premi Mondello Giovani, el premi Castiglioncello Opera Prima i va quedar finalista del premi John Fante. Més endavant, amb A Chloe, per le ragioni sbagliate (2013) va quedar finalista del premi Fiesole. Després, va publicar la novel·la Cleopatra va in prigione (2016). Finalment, amb L'estrangera (2019) va quedar finalista del Premio Strega 2019 i va guanyar el Premio Strega Off. El 2020 l'Altra Editorial va publicar aquesta darrera novel·la, L'estrangera, traduint-la al català de la mà de Martí Sales i Sariola. Es tracta d'un relat basat en l'experiència pròpia, on l'autora reflexiona sobre la seva identitat i tots els problemes que aquesta li ha causat a l'hora de situar-se en un món on encara cada etiqueta té un pes molt significatiu.
Com a traductora, ha portat a l'italià escriptors com Joshua Cohen, Donna Haraway i Ariely Levy, entre d'altres. Col·labora regularment amb el diari La Repubblica i és una de les fundadores del Festival de Literatura Italiana de Londres, ciutat on viu actualment. A més, ha estat Italian Fellow in Literature a l'American Academy de Roma. La seva obra està marcada per la comprensió dels símbols que donen forma al concepte de normalitat, entre els quals hi ha els sentits, que, a partir de la seva pròpia experiència, filla de pares sords, explora a través de l'escriptura.